# Оверченко Кость Гаврилович
Оверченко Кость Гаврилович (*22 травня 1920 року, Новогеоргіївськ, УНР — помер 30 жовтня 2017 року, м. Єлгава, Латвія) — український громадський діяч у Латвії, поет і перекладач; живе і працює у місті Єлгаві (Латвія).

## Життєпис
Кость Оверченко народився в місті Новогеоргіївську (нині Світловодськ Кіровоградської області) 22 травня 1920 року.
Коли навчався на першому курсі філфаку Дніпропетровського університету, його призвали до лав Червоної Армії. В перші дні війни, перебуваючи в Естонії, потрапив у бойові дії. Опинився у полоні, зокрема був поміщений у концтабір Саласпілс, звідки втік. Воював у партизанському загоні.
По війни очолив міську бібліотеку в Єлгаві. Відтоді життя Костя Оверченка пов'язано з культурною діяльністю.
З розпадом СРСР Кость Гаврилович став одним з найактивніших громадських діячів української діаспори в Латвії. Рідній Україні Кость Оверченко прислужився не лише широкою палітрою перекладених з латиської на українську творів латиських літераторів і латиського фольклору, а й різноманітними акціями на підтримку Батьківщини, збереження і вшанування України та її діячів, зокрема, попри солідний вік він долучився до збору коштів на спорудження і відкриття пам'ятника Тарасові Шевченку в столиці Латвії місті Ризі (2014).

## Творчість
Кость Оверченко, опинившись по війні у Латвії, досконало оволодів латиською мовою, став неперевершеним перекладачем, зокрема перекладачем поезії, також писав вірші українською (почав ще з фронту).
Його авторські поезії друкували як у дитячому журналі «Жовтеня», так і в газетах Києва і Полтави. Листувався з Павлом Тичиною, Петром Панчем, Леонідом Первомайським.
Вже після війни твори К. Г. Оверченка друкувалися в УРСРівській періодиці: «Кіровоградська правда», «Літературна Україна», «Молодь України»; часописах «Вітчизна», «Дніпро», «Барвінок», «Малятко»; альманахах «Сузір'я», «Степ».
Окремими книжками були видані у перекладі Костем Оверченком українською «Латиські народні казки» (1978, 2-е, ризьке, вид. — 2013), повісті А. Лієлайса «Каравели виходять в океан», Л. Вацземнієкса «Лівсальські хлопчаки» та ін.
К. Г. Оверченко — член Кіровоградського обласного літоб'єднання «Степ», лауреат обласної літературної премії ім. Є. Маланюка 2008 року за переклад українською мовою творів поетів Латвії «Латвія поетична: Поети Латвії в українському перекладі» в номінації «Переклад (з української мови на інші мови, з інших мов на українську мову)». До останньої збірки «Латвія поетична» ввійшли переклади українською мовою творів найкращих авторів (близько півсотні), над якими Кость Оверченко працював декілька десятиліть.